# Papežská latinská akademie
Papežská latinská akademie (latinsky Pontificia Academia Latinitatis, italsky Pontificia Accademia di Latinità) byla založena papežem Benediktem XVI. 10. listopadu 2012 a je podřízena Papežské radě pro kulturu. Je řízena prezidentem a sekretářem, jmenovanými papežem a akademickou radou. Nahrazuje fundaci "Latinitas", zřízenou papežem Pavlem VI. v roce 1976 .
Úkolem Papežské latinské akademie je "podporovat úsilí o větší znalost a kompetentnější užívání latinského jazyka."
Akademie sídlí na Piazza di San Calisto v římské čtvrti Trastavere, v exteritoriálním území Vatikánu.

## Seznam prezidentů Papežské latinské akademie
- Prof. Ivano Dionigi (od roku 2012)